# Basilique Saint-Gervais-et-Saint-Protais d'Avranches
Pour les articles homonymes, voir Église Saint-Gervais-Saint-Protais et Église Saint-Gervais.
La basilique Saint-Gervais-et-Saint-Protais d'Avranches est une basilique mineure catholique néo-classique érigée par le pape Léon XIII qui se dresse sur le territoire de la commune française d'Avranches, dans le département de la Manche, en région Normandie.
Par suite de l'effondrement de la cathédrale Saint-André en avril 1794, la basilique conserve un important trésor, notamment le chef de saint Aubert, évêque d'Avranches qui fonda Le Mont-Saint-Michel au VIIIe siècle. L'édifice est inscrit au titre des monuments historiques.

## Localisation
La basilique Saint-Gervais-et-Saint-Protais est situé, au no 14, rue Ormon à Avranches, dans le département français de la Manche.

## Historique

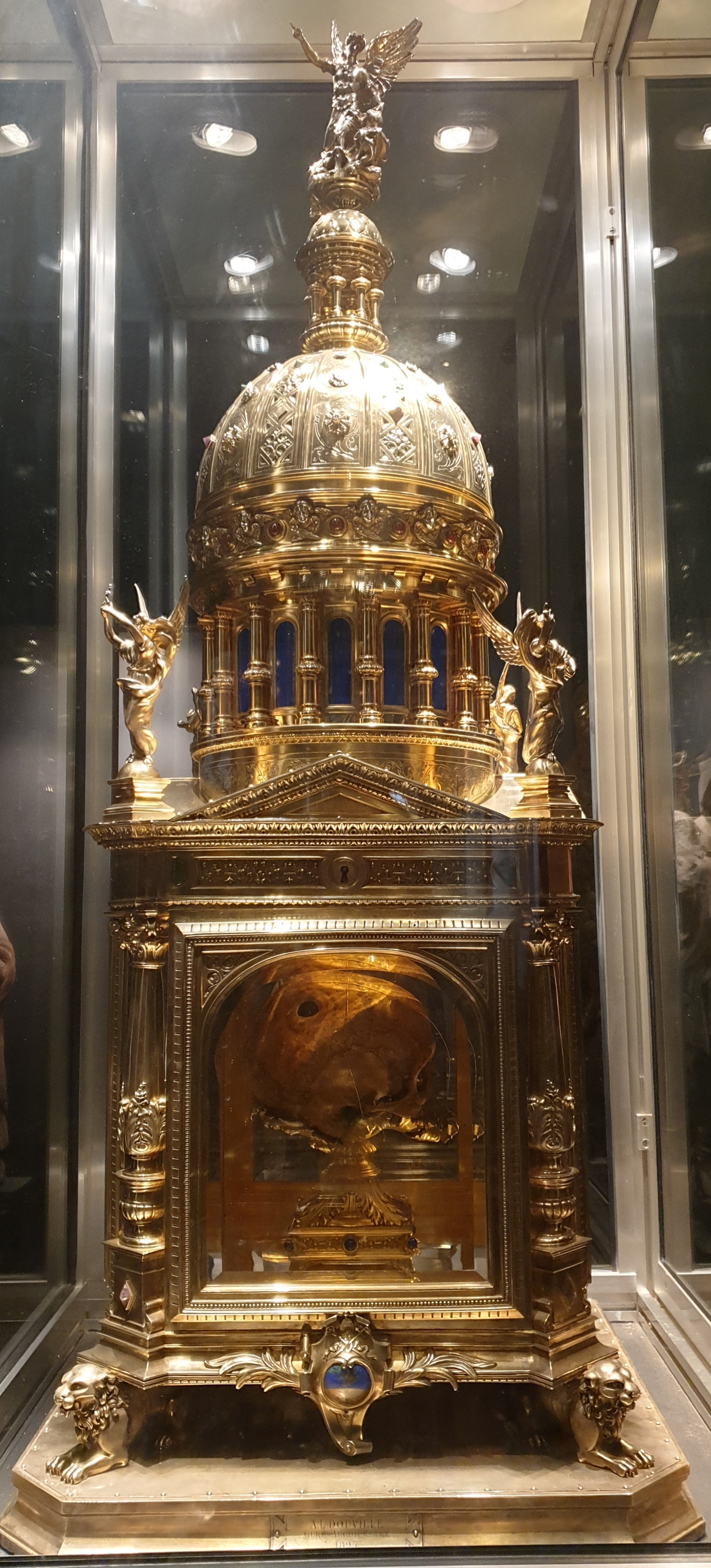
Chef de saint Aubert.

L'ancienne église Saint-Gervais datait du milieu du XVIIe siècle. La paroisse est mentionnée dès le VIIe siècle.
La Révolution française dispersa les richesses accumulées au fil des siècles par le clergé ; les reliquaires et vases sacrés furent fondus, les reliques détruites et la statuaire éparpillée. Au commencement du XIXe siècle, avec le « retour du culte », les paroisses se dotèrent de nouvelles richesses.
Dans les années 1825–1834, les couvertures des toits et du clocher étaient toutefois dans un piteux état et des réparations indispensables furent faites. Ces travaux ne furent pas suffisants et en 1843, grâce au don de mademoiselle de la Champagne, une paroissienne, des travaux de reconstruction dirigés par monsieur Cheftel, architecte de la ville purent commencer. Entre 1843 et 1852, on reconstruit les murs de la nef, du chœur et des transepts en agrandissant l'église vers l'est. Ces travaux, longs et onéreux, occasionnent d'importants retards dans l'aménagement intérieur de l'église. De nombreuses économies sont effectuées et aboutissent à un grand dépouillement de l'architecture.
En 1886, la préfecture transmis une demande au ministère de l'Instruction publique et des cultes en vue de la construction d'une tour et de l'achèvement de l'église. Les travaux ne commenceront pas avant 1892. Le dossier de demande de subvention fit l'objet de huit refus du ministère en raison du montant des travaux et des faiblesses architecturales du projet. Finalement, le dossier aboutit après de nombreuses modifications et l'ancien clocher du XVIIe siècle (qui cohabitait avec l'église reconstruite) fut démoli à la fin de l'année 1891. Les travaux de construction de la nouvelle tour furent achevés en 1898 et, le 9 mai 1899, les paroissiens purent assister enfin à la bénédiction de cloches par Mgr Guérard, évêque de Coutances et d'Avranches. Peu après, en 1905, lors de la séparation de l'Église et de l'État, l'église fut à nouveau confisquée.
Le clergé d'Avranches prit une initiative originale en créant un petit musée paroissial qui allait devenir le « trésor de la basilique Saint-Gervais » ; Prospère Cornille, né à Courtils en 1864, devint archiprêtre de Saint-Gervais en 1911 et fut le véritable artisan de cette entreprise. Entre 1913 et 1933, ce prêtre passionné rassembla dans une salle au sud du clocher-porche une multitude d'objets, parfois hétéroclites, au côté des pièces d'orfèvrerie liturgique confiées à la ville et n'étant plus indispensable au culte. Rapidement, cette collection devint une référence pour les amateurs d'« antiquités » et le père Cornille, faisant figure de « connaisseur, avisé et habile à réunir bien des objets anciens ou précieux », n'hésitait pas à ouvrir les portes de son antre et à en proposer la visite minutieuse vitrine par vitrine.
En 1979, l'Inspection générale des antiquités et objets d'art fit un constat assez mitigé de ce petit musée : « salle très haute, dans un état imparfait et contenant dans un coffre-fort, une armoire, des vitrines et aussi à l'extérieur des objets très variés de matière et de qualité » ; les temps ont changé et le « capharnaüm » de l’archiprêtre ne répond plus aux exigences muséographiques modernes. En 1982 et 1983,  l'inventaire du Trésor est mené par l'abbé Marcel Lelégard ; une étude générale est lancée afin de déterminer la provenance de diverses pièces, car il s'avère que certaines d'entre elles ne sont pas la propriété de la ville d'Avranches : des statues notamment viennent de paroisses environnantes, Coulouvray, Ardevon, Les Chéris, ou encore Vains.
Les travaux préconisés dès le début des années 1980 n'aboutiront qu'une décennie plus tard. Une dalle de béton intermédiaire est installée pour créer un étage et de nouvelles vitrines en rez-de-chaussée sont installées. En 1988, l'abbé Lelégard essaya de lancer l'aménagement de la salle nord pour les objets inscrits, mais son projet n'aboutit pas.
L'édifice connaît une importante campagne de restauration en 2010, obligeant la mairie à le fermer pendant vingt mois. Il est rouvert au culte et au public en septembre 2011.
L'église Saint-Gervais et Protais attire chaque année de nombreux visiteurs grâce à ce trésor et à la relique de saint Aubert d'Avranches qui en constitue l'atout principal. Aujourd'hui, les collections amassées par le père Cornille sont sous le contrôle du service de Conservation des antiquités et objets d'art de la Manche (CAOA), qui inventorie régulièrement les collections et veille à leur bon état de conservation.

## Description

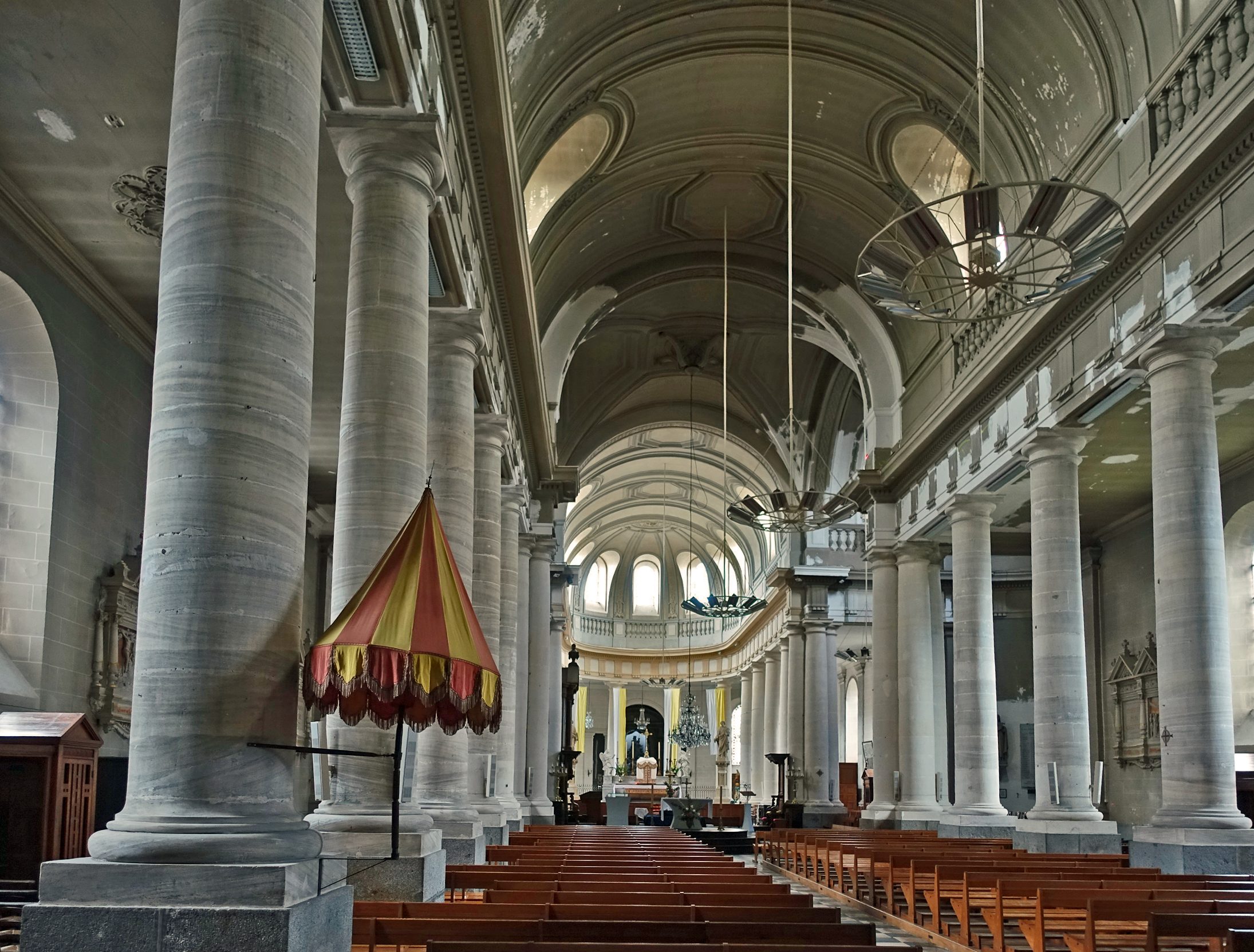
Intérieur de la basilique.

La basilique de style néo-Renaissance construite entre 1843 et 1865 affecte un plan en croix latine, les bras du transept se terminant en hémicycle. Nonobstant, la distribution et la circulation internes confèrent à l'édifice un caractère basilical marqué, la croisée n'étant pas d'ailleurs surmontée d'une coupole. La nef centrale, accostée de deux collatéraux, est rythmée par une colonnade toscane portant architrave, frise ornée de triglyphes, et forte corniche. Au-dessus d'une balustrade, l'éclairage est assuré de part et d'autre par trois baies à lunettes dont les voûtes pénètrent celle de la nef, plein-cintre et ornée de caissons. Le chœur poursuit le parti fort sobre de la nef : son hémicycle est entouré d'un déambulatoire sur lequel se greffe seulement une chapelle absidale. L'espace intérieur de la basilique se caractérise donc par une certaine austérité et monochromie qu'altèrent à peine le dallage de marbre noir et blanc et le mobilier d'esprit néoclassique.
Seul le massif occidental apporte une touche de fantaisie toute relative. Réalisé dans un style néo-renaissant, il apparaît fortement marqué par l'église de la Trinité édifiée par Théodore Ballu à Paris. Là encore, le matériau utilisé, le granit, confère à l'ensemble une certaine noblesse et gravité. Haut de 74 mètres, le clocher, terminé par un étage octogonal que coiffe un dôme à lanternon, accueille un carillon de trente-deux cloches.

## Protection
L'église en totalité est inscrite au titre des monuments historiques par arrêté du 16 février 2006.

## Mobilier
L'église abrite de nombreuses œuvres inscrites au titre objet aux monuments historiques dont le trésor de la basilique : statues, mobilier de diverses époques, pyxides des XIIe siècle, XIIIe – XVIIe siècle, reliquaire du chef (crâne) de sainte Suzanne de Rome, fin XIIIe siècle, et des charbons de saint Laurent, XVe siècle.

### Le trésor
Dans la salle des trésors, on peut voir, depuis la fin du XIXe siècle, un reliquaire qui contiendrait le crâne de saint Aubert. Ce crâne percé, exhumé au début du XIe siècle, attesterait pour certains de l'intervention de l'archange saint Michel. L'étude de la relique par une équipe de scientifique a révélé que la perforation serait due à une affection bénigne nommée « kyste épidermoïde ».

### Les cloches
Le clocher de la basilique, haut de 74 mètres renferme un carillon composé de trente-deux cloches, dont cinq de volée. Vingt-trois de ces cloches ont été coulées par la fonderie Bollée, à Le Mans en 1899 mues par un mécanisme de l'atelier Gourdin de Mayet dans la Sarthe et notamment Lucien Gourdin (1869–1938), dernier représentant de cette grande dysnastie d'ingénieur des Arts et Métiers et de l'école d'horlogerie de Paris (voir revue chronométrique p. 108/1910) qui crée là, la plus grande horloge forte en Europe. « Il y a cinq corps de rouages dont un pour le mouvement et quatre pour les sonneries. L'encombrement total est de 4,15 mètres en longueur, 1,90 mètre de largeur et 2,40 mètres de hauteur... les cadrans sont de dimension modeste, ils ne dépassent pas, en effet, en diamètre 1,40 mètre un cinquième cadran de 0,90 mètre donne l'heure à l'intérieur de la basilique. Enfin un sixième a été installé dans la chambre des sonneurs ». Ensuite une description savante des sonneries serait trop longue à inscrire ici. Se reporter au site de la BNF Gallica dans revue chronométrique ... Avranches où on peut voir non seulement la photo de l'horloge mais aussi la seule photo que nous ayons de Lucien Gourdin. (Association du Patrimoine de Mayet - patrimoinemayet72@orange.fr).
Dans les années 1950, la maison Jean Bach, de Metz, campaniste, installe des moteurs électriques pour permettre aux cinq cloches de volée de sonner sans devoir monter au clocher. En 1952 la société Biard-Roy, campaniste depuis 1818 de Villedieu-les-Poêles et Sainte Austreberthe installent des tinteurs électriques, reliés à des cylindres jouant des ritournelles et à un clavier électrique placés au premier étage pour pouvoir jouer le carillon et permettre des ritournelles automatiques. Neuf autres cloches proviennent de la fonderie Cornille-Havard, de Villedieu-les-Poêles. Elles ont été bénites le 21 novembre 1982. En 2008, trois autres cloches viennent compléter le carillon. Aujourd'hui l'ensemble fonctionne avec une horloge électronique Mamias. Le carillon a été utilisé pendant plusieurs décennies par différents carillonneurs, l'un des plus connus de la région ayant été l'artiste et entrepreneur Michel Batel (1924–2017), qui, régulièrement, jouait des cantiques que les habitants d'Avranches pouvaient entendre depuis tout le centre-ville.
Composition de la sonnerie de volée :
- Aubert : Sol2 (6 454 kg) ;
- Marie : Do3 (2 500 kg), bourdon de la cathédrale Saint-André d'Avranches (la Belle Andrine), effondrée peu après la Révolution entre 1794 et 1812 , par manque d'entretien ;
- Agnès-Françoise : Ré3 (1 562 kg) ;
- Marie-Augustine : Mi3 (1 090 kg) ;
- Ange-Josepha : Sol3 (700 kg) ;

Ces cinq cloches forment un motif appelé « Westminster ».
Les trente-cinq cloches se répartissent ainsi (les cinq cloches de volée sont également jouables au clavier) : Sol2, Do3, Ré3, Mi3, Sol3, La3, Si3 puis chromatique jusqu'au Do6 inclus.
Le poids total du carillon est d'environ dix-huit tonnes, et lors d'un plénum (sonnerie de toutes les cloches), les 12 306 kg (sans les battants ni les jougs) des cloches de volée peuvent peser jusqu'à près de trente-sept tonnes sur le beffroi.

### Liens Externes
- Ressources relatives à la religion :   - Clochers de France
  - GCatholic.org
  - Observatoire du patrimoine religieux
- Ressource relative à l'architecture :   - Mérimée
- Paroisse Saint Aubert - Messe.info